# Mustafa Hassan
Mustafa Ahmad Hassan (arabisch مصطفى احمد حسن‎; * 10. Februar 1990 in Bagdad) ist ein dänisch-irakischer Fußballspieler.

## Karriere
Mustafa Hassan wanderte im Alter von 13 Jahren mit seiner Familie aus dem Irak auf die dänische Insel Bornholm aus, wo er beim FC Bornholm das Fußballspielen begann. 2006 wechselte er in die Jugendabteilung von Brøndby IF, 2008 kam er in deren zweite Mannschaft. Allerdings schaffte er den dauerhaften Sprung in die erste Mannschaft nicht. Sein erstes und einziges Ligaspiel bestritt er am 5. Oktober 2008 gegen Odense BK. Im Dezember 2008 erhielt Hassan den dänischen Pass und wäre damit auch für die dänische Fußballnationalmannschaft spielberechtigt.
Am 31. August 2010 wurde sein Vertrag mit Brøndby in beidseitigem Einvernehmen aufgelöst und Hassan heuerte beim Zweitligisten HB Køge an. Allerdings kam er dort nur zu elf Einsätzen. Am 28. Dezember 2010 wurde er wegen diverser Verfehlungen außerhalb des Platzes entlassen.
Im Februar 2011 wechselte er in die Drittklassigkeit in Schweden und schloss sich Kristianstads FF an.
September 2011 kehrte er nach Dänemark zurück, um bei Svebølle B&I zu spielen.